# Litauens damlandslag i handboll
Litauens damlandslag i handboll representerar Litauen i handboll på damsidan. Laget slutade på 13:e plats vid VM 1993 i Norge samt tolva vid EM 1996 i Danmark.

## Spelare i urval
- Ausra Fridrikas
- Daiva Zinkevičienė